# Aulacospermum schischkinii
Aulacospermum schischkinii là một loài thực vật có hoa trong họ Hoa tán. Loài này được V.M.Vinogr. mô tả khoa học đầu tiên năm 2002.